# Spasmolisi
La spasmolisi è la risoluzione clinica, ottenuta spontaneamente o mediante supporto farmacologico, di uno spasmo muscolare.
Il termine è principalmente utilizzato per indicare l'effetto di quei medicinali (spasmolitici), quali l'atropina, che eliminano gli spasmi della muscolatura liscia. I farmaci utilizzati invece per risolvere i crampi della muscolatura striata, come il baclofene, sono chiamati solitamente miorilassanti.